# Liste des dirigeants du Kamerun

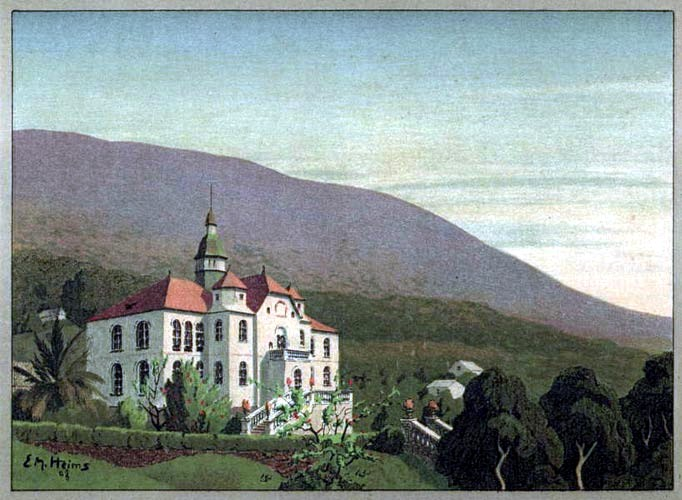
Siège du gouverneur du Kamerun à Buéa en 1909 (au fond le mont Cameroun)

Le Kamerun est une ancienne colonie allemande située en Afrique. 
Le Cameroun actuel correspond, en partie, au territoire de cette colonie.

## Liste des dirigeants coloniaux du Kamerun allemand

### Reichskommissares
| Dates                             | Noms                                | Remarques   |
| --------------------------------- | ----------------------------------- | ----------- |
| Kamerun Allemand                  |                                     |             |
| 14 juillet 1884 - 19 juillet 1884 | Gustav Nachtigal, Reichskommissar   | Commissaire |
| 19 juillet 1884 - 1er avril 1885  | Maximilian Buchner, Reichskommissar | Commissaire |
| 1er avril 1885 - 4 juillet 1885   | Eduard von Knorr, Reichskommissar   | Commissaire |

### Gouverneurs
| Dates                          | Noms                                                 | Remplaçants | Remarques                                                              |
| ------------------------------ | ---------------------------------------------------- | --- | ---------------------------------------------------------------------- |
| 26 mai 1885 - 14 février 1891  | Julius von Soden, Gouverneur                         | 13 mai 1887 - 4 octobre 1887 : Jesko von Puttkamer 4 octobre 1887 - 17 janvier 1888 : Eugen von Zimmerer 17 janvier 1888 - 26 décembre 1889 : Julius von Soden 26 décembre 1889 - 17 avril 1890 : Eugen von Zimmerer 17 avril 1890 - 3 août 1890 : Markus Graf Pfeil 3 août 1890 - 14 août 1890 :… Kurz 14 août 1890 - 2 décembre 1890 : Jesko von Puttkamer                                                                         |                                                                        |
| 15 avril 1891 - 13 août 1895   | Eugen von Zimmerer, Gouverneur                       | 7 août 1891 - 5 janvier 1892 : Bruno von Schuckmann 27 juin 1893 - 24 février 1894 :… Leist 31 décembre 1894 - 27 mars 1895 : Jesko von Puttkamer 28 mars 1895 - 4 mai 1895 : … von Lücke 5 mai 1895 - 13 août 1895 : Jesko von Puttkamer |                                                                        |
| 13 août 1895 - 9 mai 1907      | Jesko von Puttkamer, Gouverneur                      | 27 octobre 1895 - 10 septembre 1897 : Theodor Seitz 12 janvier 1898 - 13 octobre 1898 : Theodor Seitz 17 janvier 1900 - 31 juillet 1900 : August Köhler 1er août 1900 - 6 septembre 1900 : … Diehl 6 septembre 1900 - 15 novembre 1900 : … von Kamptz 3 février 1902 - 3 octobre 1902 : … Plehn 9 mai 1904 - 31 janvier 1905 : Otto Gleim Janvier 1906 - Novembre 1906 : Oberst Müller Novembre 1906 - 1er juillet 1907 : Otto Gleim |                                                                        |
| 9 mai 1907 - 27 août 1910      | Theodor Seitz, Gouverneur                            | 10 février 1909 - Octobre 1909 : … Hansen |                                                                        |
| 28 août 1910 - 29 janvier 1912 | Otto Gleim, Gouverneur                               | Août 1910 - Septembre 1910 : … Steinhausen Septembre 1910 - 25 octobre 1910 : Hansen Octobre 1911 - 29 mars 1912 : … Hansen |                                                                        |
| 29 mars 1912 - 1916            | Karl Ebermaier, Gouverneur                           | 9 octobre 1913 - 1914 : … Full | Fin de mandat non définie, du fait de l'occupation franco-britannique. |
| Août 1914                      | Occupation partielle par le Royaume-Uni et la France | Occupation partielle par le Royaume-Uni et la France | Occupation partielle par le Royaume-Uni et la France                   |
| 4 mars 1916                    | Le Kamerun allemand capitule - début de l'occupation | Le Kamerun allemand capitule - début de l'occupation | Le Kamerun allemand capitule - début de l'occupation                   |

## Sources
- Rulers.org - Cameroun